# تاينزرت إداو لكان (تاغجيجت)
تاينزرت إداو لكان هي إحدى مشيخات المملكة المغربية، تتبع جغرافيا لإقليم كلميم وإداريًا لتاغجيجت. يقدر عدد سكانها بـ 1003 نسمة حسب الإحصاء الرسمي للسكان والسكنى لسنة 2004.